# مدير الخشبة

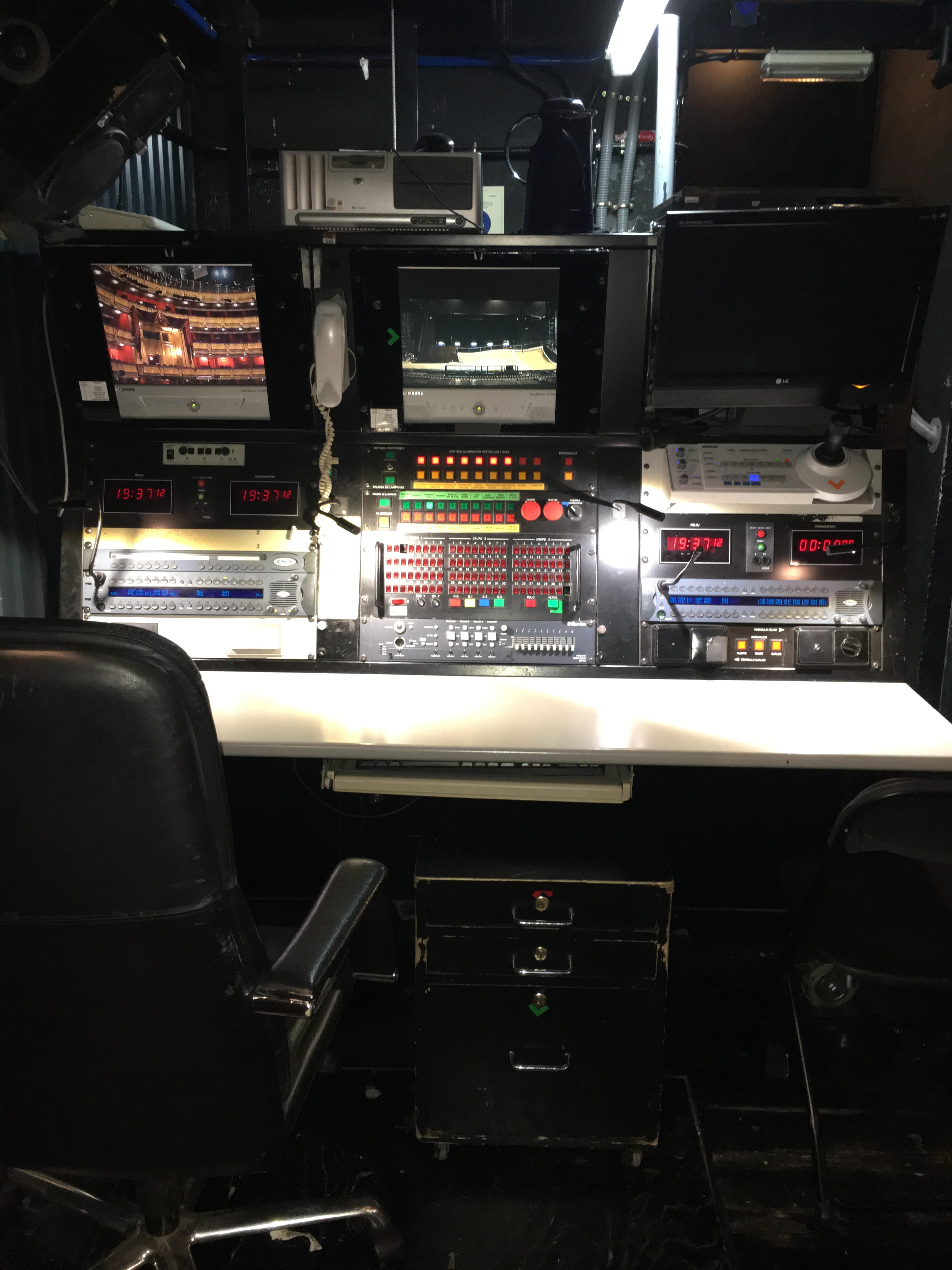
مكتب إدارة خشبة دار أوبرا.

مدير الخشبة أو مدير المسرح (بالإنجليزية: Stage manager)‏ هو الشخص المسؤول عن تنظيم الحركات والمؤثرات المسرحية التي ينظمها المخرج المسرحي الذي يضمن السلامة الفنية للعرض في جميع تقديمه. يتولى مدير الخشبة دوره منصبًا وسيطًا بين المخرج وبقية أعضاء الفريق الفني. يعتبر مدير الخشبة أعلى سلطة على المسرح والشخص المسؤول المباشر عن العرض بمجرد بدايته.